# Franco Luison
Franco Luison (Piazzola sul Brenta, 5 luglio 1934 – Piazzola sul Brenta, 25 settembre 2012) è stato un calciatore italiano che ha giocato come portiere.

## Carriera
Passò al neonato Lanerossi Vicenza nel 1953, proveniente dal Plateola di Piazzola sul Brenta e con la squadra primavera guidata da Umberto Menti fu il portiere che conquistò per due volte il Torneo di Viareggio.
Con la maglia biancorossa fece il suo debutto in Serie B il 31 gennaio 1954 a nemmeno 20 anni contro il Pavia, collezionando a fine stagione 5 presenze. Nell'anno della promozione in Serie A fa da secondo per tutto il campionato a Lucidio Sentimenti. Il 26 dicembre 1955 esordì in massima serie contro la Pro Patria a Busto Arsizio, ma continuò a fare il secondo al grande Sentimenti fino al 1957.
Solo dal campionato 1957-58 cominciò ad avere più spazio in prima squadra, alternandosi però con Bazzoni e Battara, nell'ottimo campionato che il Lanerossi termina al settimo posto. I due portieri gli vengono poi preferiti per tutta la stagione successiva e nel 1959 è ceduto in prestito alla Triestina appena retrocessa, dove rimase due stagioni.
Rientrato dal prestito, faticò ancora a trovare posto da titolare, condividendo la casacca numero 1 ancora con Bazzoni: solo l'anno seguente, dopo aver compiuto 28 anni, si afferma come titolare, vivendo da protagonista l'epoca del Vicenza di Vinicio.
Proprio nella stagione in cui il brasiliano è capocannoniere gli viene inizialmente preferito Adriano Reginato, giocando poco meno di metà campionato. Tornato titolare, al termine della stagione 1966-67 è tuttavia lasciato libero, venendo poi richiamato nel 1968 a campionato in corso. Il suo ritorno avviene il 13 ottobre di quell'anno contro il Torino: determinanti le sue parate nello 0-0 finale, ma soprattutto rimane nella memoria degli appassionati di calcio l'acrobazia con cui salva il risultato al 69º. Leggermente fuori dai pali, per salvare un cross deviato da un difensore, arretra effettuando un'acrobatica rovesciata sulla linea di porta.
Determinante per la stagione biancorossa il suo apporto, non è titolare ma quando scende in campo (lo farà in 14 occasioni) è sempre all'altezza della situazione nonostante i 35 anni. Lascia il calcio al termine della stagione.
In carriera ha totalizzato complessivamente 186 presenze in Serie A e 27 in Serie B. Per oltre 30 anni ha detenuto il record di portiere con il maggior numero di presenze nel L.R. Vicenza, quasi 200, quota superata dopo il 2000 da Giorgio Sterchele.

## Morte
Muore il 25 settembre 2012 nella sua casa di Piazzola sul Brenta all'età di 78 anni

## Palmarès
- Campionato italiano di Serie B: 1

L.R. Vicenza: 1954-1955